# Čandragupta I.
Čandragupta I. byl panovník Guptovské říše v severní Indii, první z tzv. „velkých králů“, kteří této zemi vládli. Jelikož to byl právě on, kdo položil základ říše Guptů, bývá často považován za jejího prvního vládce vůbec. Na trůn nastoupil po svém otci Ghatótkačovi, po Čandragupti I. se stal dalším guptovským panovníkem jeho syn Samudragupta. Záznamy o jeho vládě pocházejí z Purán.
Jedním ze zásadních činů Čandragupty I. byl jeho sňatek s Kumáradéví, Liččhavijskou princeznou, díky které získal kontrolu nad územím Magadhy. Samotní Guptovci pravděpodobně nebyli urozeného původu a Samudragupta, který vzešel z tohoto svazku, někdy sám sebe pyšně označuje jako Liččhavidauhitra, což zřetelně odkazuje na fakt, že jeho matka patřila k Liččhaviům. Činil to i přesto, že tehdy nebylo v Indii obvyklé uvádět jméno své matky; sňatek proto mohl znamenat důležitý zvrat v osudech Guptů.
Přesná doba Čandraguptovy vlády není známa, podle všeho to však mělo být mezi roky 319-335.